# Coprophanaeus magnoi
Coprophanaeus magnoi är en skalbaggsart som beskrevs av Arnaud 2002. Coprophanaeus magnoi ingår i släktet Coprophanaeus och familjen bladhorningar. Inga underarter finns listade i Catalogue of Life.